# 岐阜県看護協会
公益社団法人岐阜県看護協会（こうえきしゃだんほうじんぎふけんかんごきょうかい、英称：GIFU NURSING ASSOCIATION、略称：GNA）は、岐阜県知事所管の岐阜県の保健師、助産師、看護師、准看護師を会員とする公益社団法人。法人番号は「8200005011535」。

## 沿革
- 1948年（昭和23年） - 日本助産婦看護婦保健婦協会岐阜県支部を設立。
- 1967年（昭和42年） - 看護婦部会・保健婦部会が合同で岐阜県看護協議会を発足。
- 1972年（昭和47年） - 助産婦部会が岐阜県支部を結成。
- 1980年（昭和55年） - 社団法人岐阜県看護協会へ改組。
- 1982年（昭和57年） - 3職能組織を統合し、社団法人日本看護協会岐阜県支部を創設。
- 1990年（平成02年）10月 - 国際助産師連盟（ICM）神戸大会の国際評議会で、5月5日を「国際助産師の日」とすることを決定。1992年5月5日を最初の「国際助産師の日」とした啓もう日となる。
- 1990年（平成02年）12月 - 『看護の日』（看護週間）制定、翌年より「国際看護師の日」でもある5月12日が啓もう日となる。
- 2012年（平成24年）4月1日 - 公益社団法人岐阜県看護協会へ移行。
- 2018年（平成30年） - 法人化創設70周年を迎える。

## 本部所在地
〒500-8384 岐阜県岐阜市薮田南5丁目14番53号